# رگیونالیگا
رگیونالیگا (آلمانی: Regionalliga) (تلفظ آلمانی: [ʁeɡi̯oˈna:lˌli:ɡa]) یا لیگ منطقه‌ای سطح چهارم سیستم لیگ فوتبال آلمان است. این لیگ تا سال ۱۹۷۴ سطح دوم فوتبال آلمان بود؛ رگیونالیگا در سال ۱۹۹۴ به عنوان سطح سوم فوتبال آلمان معرفی شد و در سال ۲۰۰۸ با ایجاد لیگا ۳ (سطح سوم لیگ آلمان) رگیونالیگا به سطح چهارم تبدیل شد. در حالی که تمام باشگاه‌های سه دسته برتر فوتبال آلمان کاملأ حرفه‌ای هستند؛ رگیونالیگا (لیگ منطقه‌ای) دارای باشگاه‌های حرفه‌ای و نیمه حرفه‌ای است.

### ۲۰۱۲–اکنون
در اکتبر ۲۰۱۰، اصلاحاتی در رگیونالیگا صپرت گرفت و تصمیم‌گیری شد تعداد لیگ‌های زیر مجموعه به ۵ لیگ افزایش یابد و از این تغییرات و قالب جدید در فصل ۱۳–۲۰۱۲ رونمایی شود.
پنج قهرمان و نایب قهرمان لیگ منطقه جنوب غربی برای سه تیم صعود کننده به لیگا ۳ با یکدیگر به صورت رفت و برگشتی دیدار می‌کنند.
پنج منطقه ای از سال ۲۰۱۲ عبارتند از:
- لیگ منطقه شمال، (شامل ایالت‌های نیدرزاکسن، شلزویگ-هولشتاین، برمن و هامبورگ)
- لیگ منطقه شمال شرقی، (شامل ایالت‌های براندنبورگ، برلین، مکلنبورگ-فورپومرن، زاکسن-آنهالت، تورینگن و زاکسن)
- لیگ منطقه غرب، (شامل ایالت نوردراین-وستفالن)
- لیگ منطقه جنوب غربی، (شامل ایالت‌های راینلاند-فالتز، زارلند، هسن و بادن-وورتمبرگ)
- لیگ منطقه بایرن، (شامل ایالت بایرن)

برخی از اتحادیه‌های فوتبال منطقه‌ای نیز تغییراتی در سیستم لیگ‌های زیر مجموعه رگیونالیگا در منطقه خود ایجاد کردند. از فصل ۱۳–۲۰۱۲، اتحادیه فوتبال باواریا، بایرن لیگا را به دو بخش شمالی و جنوبی تقسیم کرد.

### تغییرات در قوانین از سال ۲۰۱۸
امروزه لیگ منطقه شمال به دو بخش شمالی و جنوبی تقسیم شده‌است. رقابت‌ها تیم‌های شمالی و جنوبی در این دو لیگ انجام می‌شود. برنده این دو لیگ در دو دیدار پلی آف به مصاف یکدیگر خواهند رفت تا قهرمان لیگ منطقه شمال مشخص شود و تیم برتر برای صعود به لیگا ۳ با سایر قهرمانان لیگ‌های منطقه‌ای و نایب قهرمان لیگ منطقه جنوب غربی دیدار خواهد کرد.

### نقشه‌ها
تاریخچه و توسعه رگیونالیگا
در نقشه‌ها:

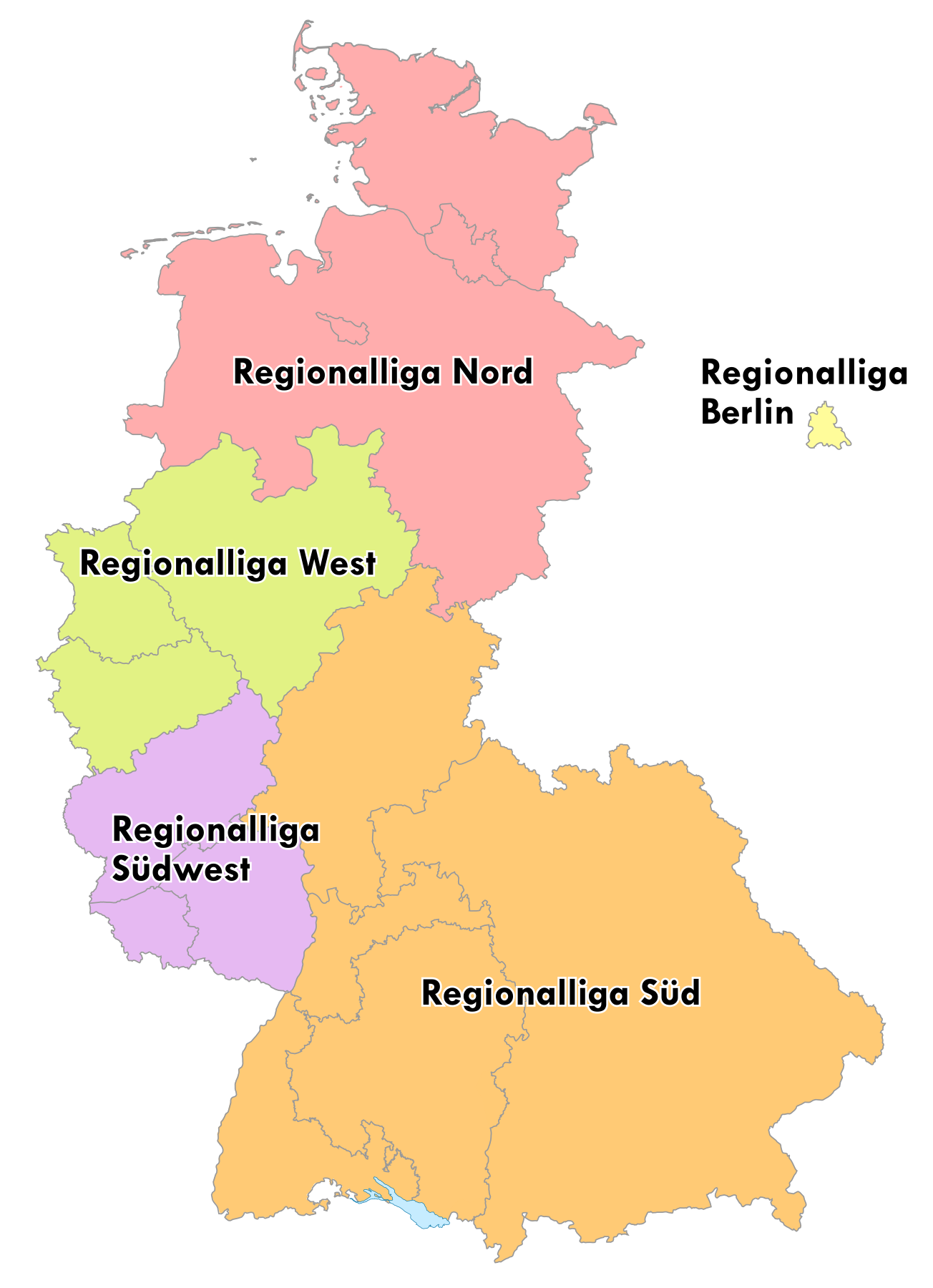
لیگ منطقه‌ای از ۱۹۶۳ تا ۱۹۷۴.
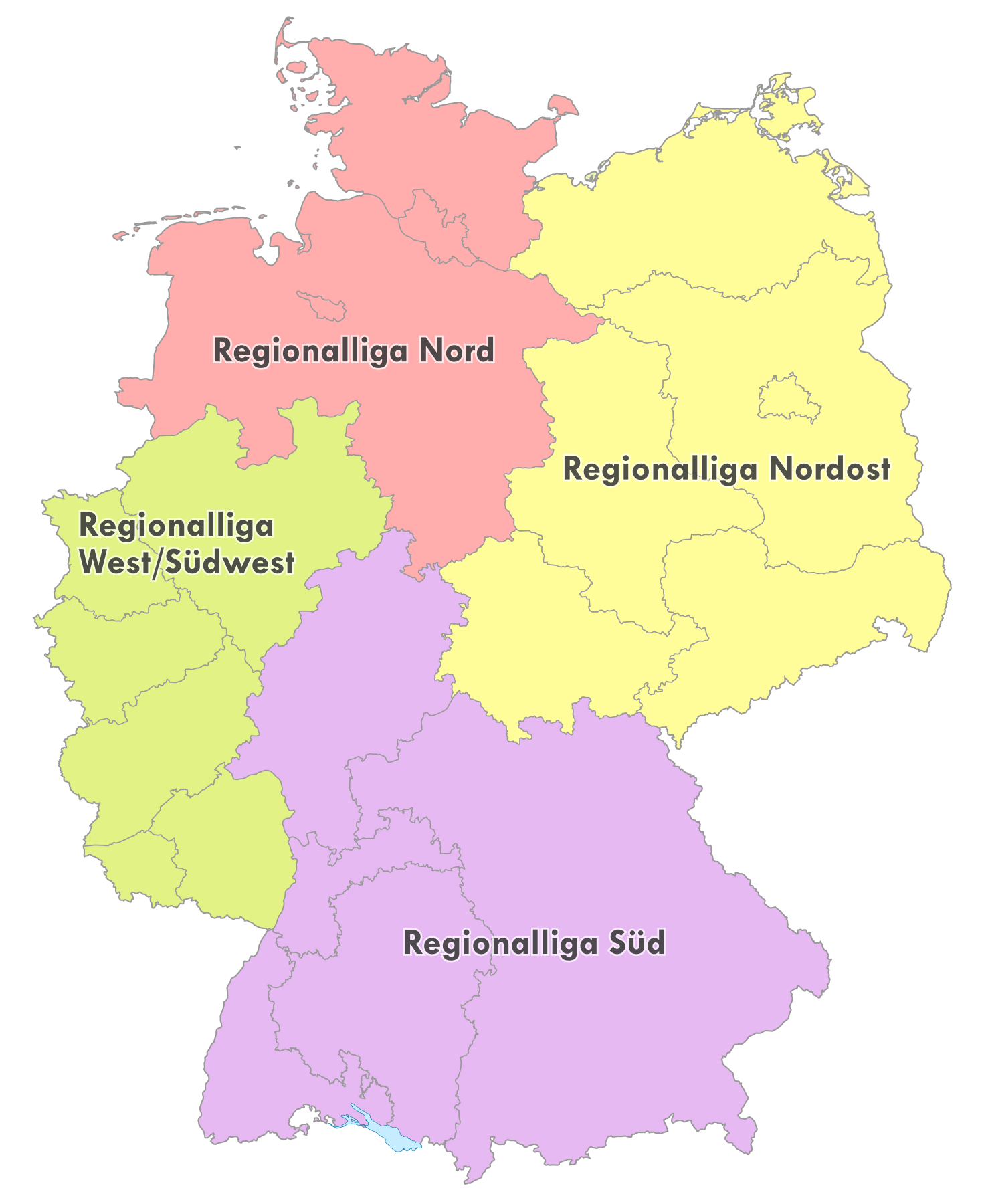
لیگ منطقه‌ای از ۱۹۹۴ تا ۲۰۰۰.
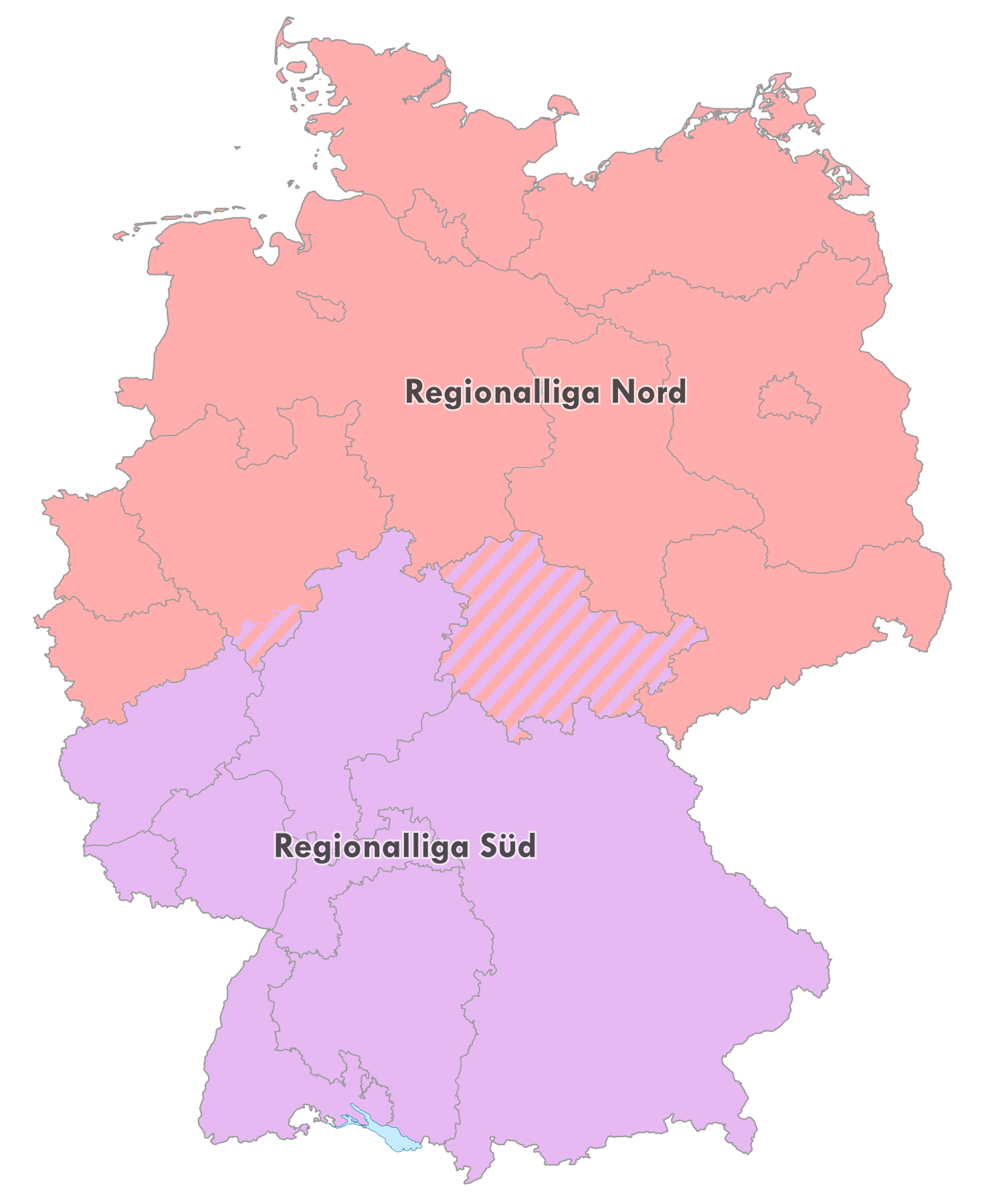
لیگ منطقه‌ای از ۲۰۰۰ تا ۲۰۰۸
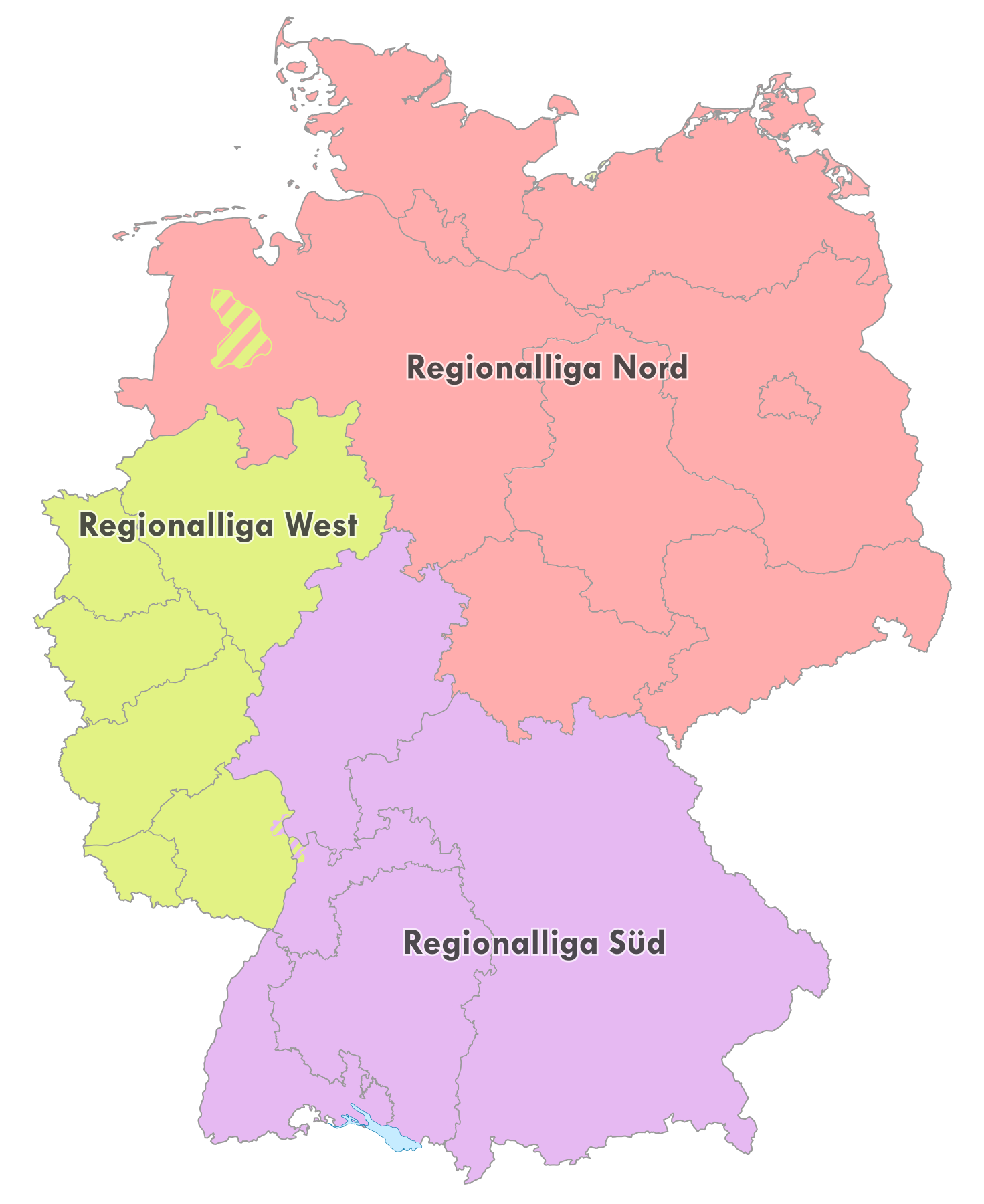
لیگ منطقه‌ای از ۲۰۰۸ تا ۲۰۱۲.
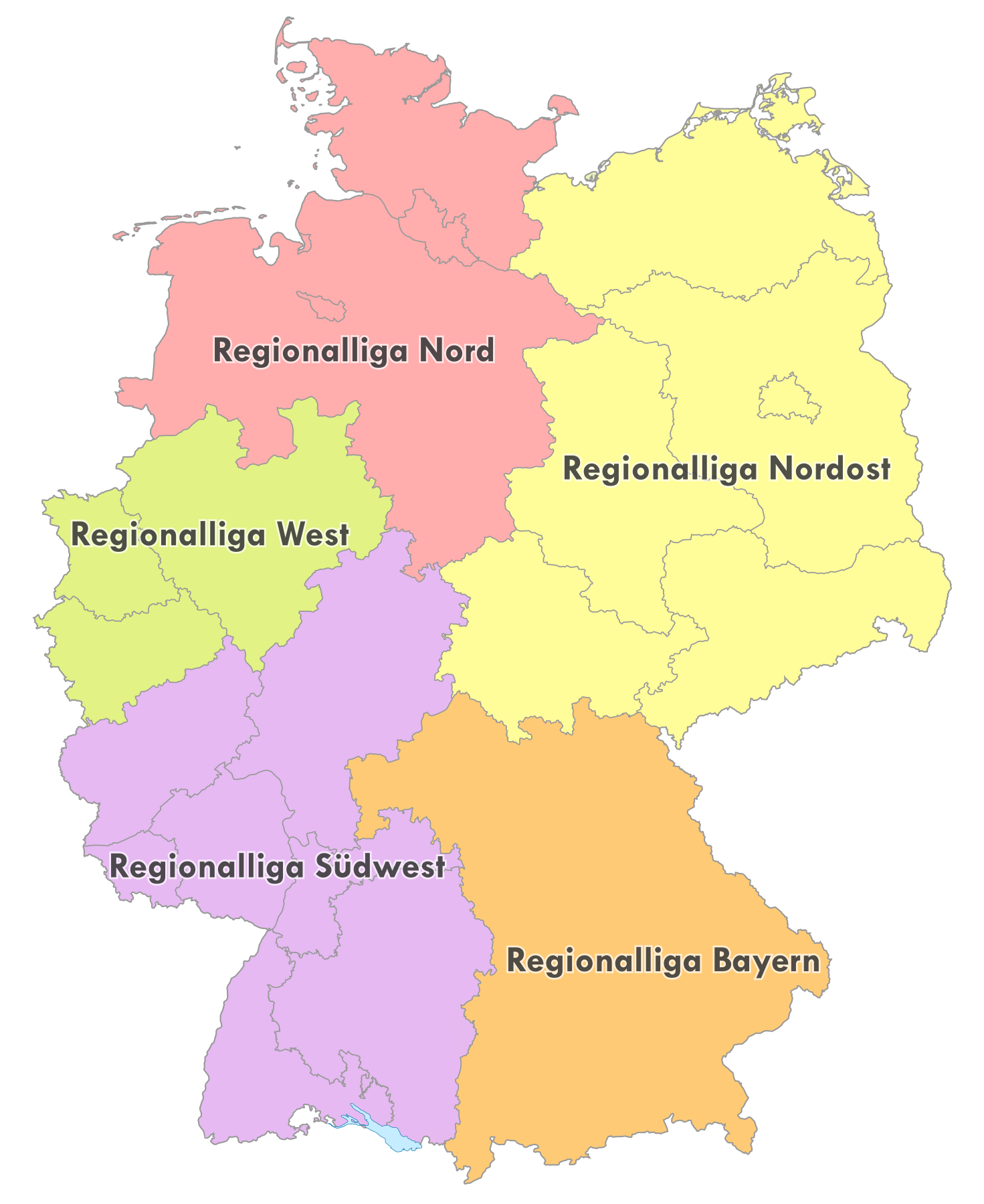
لیگ منطقه‌ای از سال ۲۰۱۲ به بعد.